# Newton Book
Newton Books sind interaktive digitale Bücher auf dem PDA Newton der Firma Apple.
Sie bieten die Möglichkeit, mit Hyperlinks in einzelne Kapitel und Querverweise zu springen. Eine Suchfunktion ermöglicht das Auffinden wichtiger Begriffe, womit Enzyklopädien und Handbücher intuitiver bedienbar sind als ihre gedruckten Pendants. Illustrierende eingebettete Bilder sind ebenfalls möglich.
Die Software zum Darstellen von Newton Books sind im ROM des Newton verfügbar.
Man kann ausgewählten Text in die Textverarbeitungsprogramme per Zwischenablage übertragen.
Der PDA liest die E-Books sogar in englischer Aussprache laut vor. Möglich wird dies durch die Softwareerweiterung Macintalk. Notizen und Lesezeichen werden abgespeichert und sind jederzeit abrufbar.
Durch NewtonScript sind Newton Books zu ganzen Anwendungen mit Dialogen, Quizfragen und anderem erweiterbar.
Newton Books sind mächtiger als Palms Doc-Format oder Adobes PDFs. Am ehesten sind Newton Books mit interaktiven Webseiten mit Flash vergleichbar.

## Weblink
- Technische Informationen, FAQ-Sammlung